# Hidrossemeadura
A hidrossemeadura(português brasileiro) ou hidrossementeira(português europeu) é uma técnica usada em jardinagem e restauração ambiental que envolve a pulverização de uma mistura de sementes e outros elementos no chão. Essa técnica é utilizada para obter plantios mais fáceis e rápidos e porque suas condições garantem maior germinação e, portanto, mais possibilidades de revegetação da terra.

## Técnica
A hidrossemeadura promove a revegetação do solo através da aplicação hidromecânica de uma massa pastosa composta por fertilizantes, sementes, camada protetora, adesivos e matéria orgânica, cujo traço característico é determinado pelas necessidades de nutrição da vegetação a ser introduzida.
A vegetação utilizada é resultado de um consórcio de plantas (gramíneas e leguminosas) de porte herbáceo e arbustivo dotado de alta rusticidade e fertilidade e com diversificado tempo de germinação e características vegetativas que permitem, inicialmente, a cobertura do solo e, em seguida, favoreçam a sua estabilização por um sistema radicular profundo e consistente.
Lançada por um jato de alta pressão, essa massa adere e cola na superfície do terreno, formando uma camada protetora consistente que, além de fixar as sementes, e demais componentes funciona como um escudo provisório contra a ação das intempéries (sol, chuva, ventos, etc.) até a efetiva fixação da vegetação indicada. 
O principal objetivo dessa técnica é recuperar ou restaurar o estado vegetativo natural de uma determinada área degradada. Isso acontece devido à aderência do material adesivo na superfície do terreno, formando uma camada protetora até que as sementes e fertilizante sejam fixados e de fato aconteça a revegetação da área. 
Quanto ao procedimento de aplicação, primeiro enche-se o tanque do jato ou maquinário a ser utilizado, misturando em seguida o restante dos materiais citados. Uma vez que o material está homogeneizado e sob constante agitação, para que não sedimente, a aplicação ao solo deve ser feita de maneira uniforme e de forma controlada pelos operadores. 
Quanto às características do solo, depois de compactado e com possíveis processos erosivos sob controle, é realizada o picoteamento (coveamento). Essa técnica de escarificação é realizada principalmente em taludes, para remoção da camada oxidada do solo e aumento da rugosidade do terreno fazendo com que as sementes se fixem de forma mais eficaz.
Além das funções básicas da técnica, ela também contribui para controlar e preservar a umidade e temperatura do solo, minimizar o impacto de intempéries climáticas, impedir a erosão e diminuir a evaporação, melhorando a estrutura do solo de forma geral. Como desvantagens pode-se citar a necessidade de manutenção, uma vez que pode haver falhas na germinação das sementes hidrossemeadas.

## Estabilização de encostas e taludes

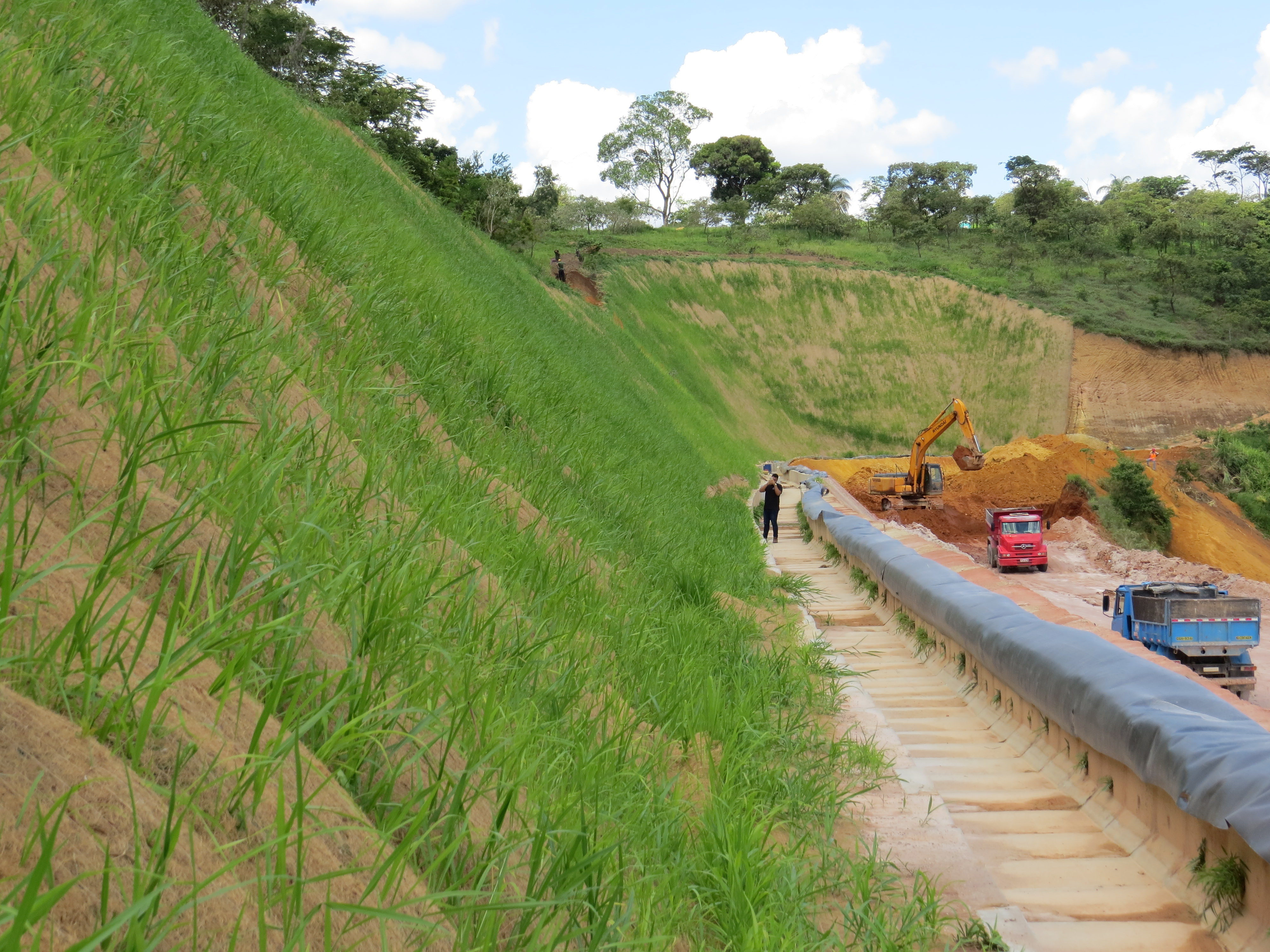
Talude revegetado com hidrossemeadura e bioamanta vegetal em fibra de coco. Foto após 20 dias da execução da Hidrossemeadura.

A vegetação é importante para a proteção e a integridade dos taludes e aterros que, devido a sua conformação, podem sofrer tanto o transporte quanto a movimentação gravitacional de massas. As técnicas que conjugam a utilização desse elemento vivo na engenharia são denominados bioengenharia de solos.
Solos desprovidos de vegetação estão expostos a processos erosivos, provocados principalmente pelo escoamento superficial das águas da chuva. Assim o emprego da vegetação protegerá a estabilidade da área, oferecendo suporte mecânico, e melhorará as condições químicas, físicas e biológicas do solo.   
Os principais efeitos positivos das plantas são:
RAÍZES
- Agregam partículas de solo, aumentando a coesão.
- Aumentam a resistência do solo
- Aumentam a taxa de infiltração de água no solo
- Aumentam a porosidade
- Funcionam como canais de sucção

CAULE / FOLHAS
- Reduzem a erosão pelo Efeito Splash
- Reduzem a erosão laminar
- Aumentam a rugosidade
- Plantas rasteiras recobrem eficientemente o solo